# Ventimiglia
Ventimiglia (lig. Vintimìggia, fr. Vintimille) – miasto i gmina we Włoszech, w regionie Liguria, w prowincji Imperia.
Samo miasto zamieszkane jest przez prawie 26 000 mieszkańców, ale ponadto stanowi główną część konurbacji, w skład której wchodzą trzy przyległe, mniejsze miejscowości: Bordighera, Vallecrosia i Camporosso, zamieszkanej przez ok. 50 000 mieszkańców. Miejscowości te, bez fizycznie zauważalnych granic, tworzą jeden organizm miejski sporych rozmiarów.
Podobnie do innych miejscowości Ligurii, podczas okresu letniego zaludnienie miasta znacznie wzrasta, ze względu na spory napływ turystyczny pochodzący przeważnie z Piemontu oraz Lombardii.
Rzeka Roia, która uchodzi tutaj do Morza Liguryjskiego, dzieli miasto na dwie części:
- średniowieczną, która wznosi się na wzgórzu po prawej stronie ujścia rzeki (Ventimiglia Alta) – stanowi drugie pod względem znaczenia, po Genui, historyczne centrum Ligurii;
- współczesną, budowaną na po lewej stronie rzeki od XIX wieku.

## Gospodarka
Główne źródło dochodów gminy to działalność związana z turystyką i kwiaciarstwem.
Ważna jest również działalność handlowa, związana z bliskością granicy francuskiej, która objawia się dużą liczbą sklepów i organizowanym w każdy piątek bazarem na ulicach miasta.

## Infrastruktura i transport

### Drogi
Ventimiglia jest usytuowana wzdłuż Strada Statale 1 Via Aurelia. Oprócz tego do miasta prowadzi zjazd z autostrady A10 (Autostrady Kwiatów).
Ponadto w Ventimiglii rozpoczyna swój bieg droga krajowa SS20 kończąca swój bieg w Turynie.

### Kolej
Ventimiglia ma dwie stacje kolejowe:
- stacja kolejowa znajdująca się w centrum, o charakterze międzynarodowym (ostatnia we Włoszech), skąd oprócz połączeń krajowych realizowanych przez koleje włoskie Trenitalia, m.in. do Genui czy Mediolanu, realizowane są połączenia kolei francuskich SNCF do Francji (w kierunku Nicei, Cannes i Marsylii przez Monako-Monte Carlo), a także codzienny pociąg typu TGV do Paryża;
- stacja kolejowa w miejscowości Bevera w gminie Ventimiglia, wzdłuż linii kolejowej w kierunku Cuneo, uważanej za jedną z cenniejszych, ze względu na duże walory krajobrazowe, linii kolejowych Europy.

### Port
Prace przy budowie przystani rozpoczęte zostały w roku 1967, ale zostały szybko przerwane. Do dziś Ventimiglia, najgęściej zaludniona gmina Ligurii, nie dysponuje żadnym portem.

## Galeria

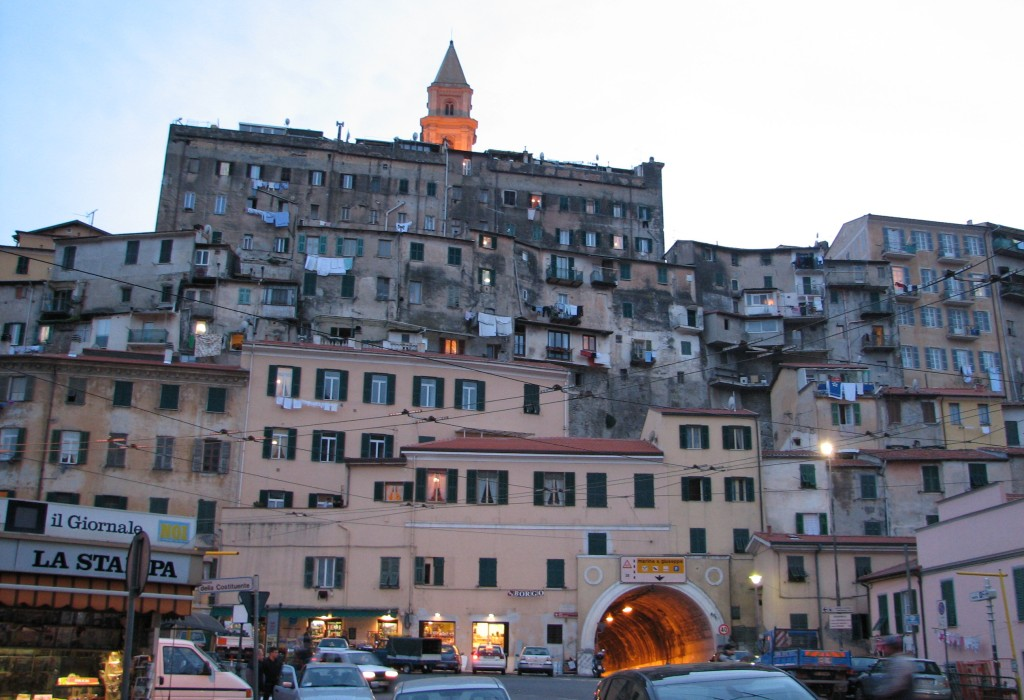
Ventimiglia Alta – stare miasto
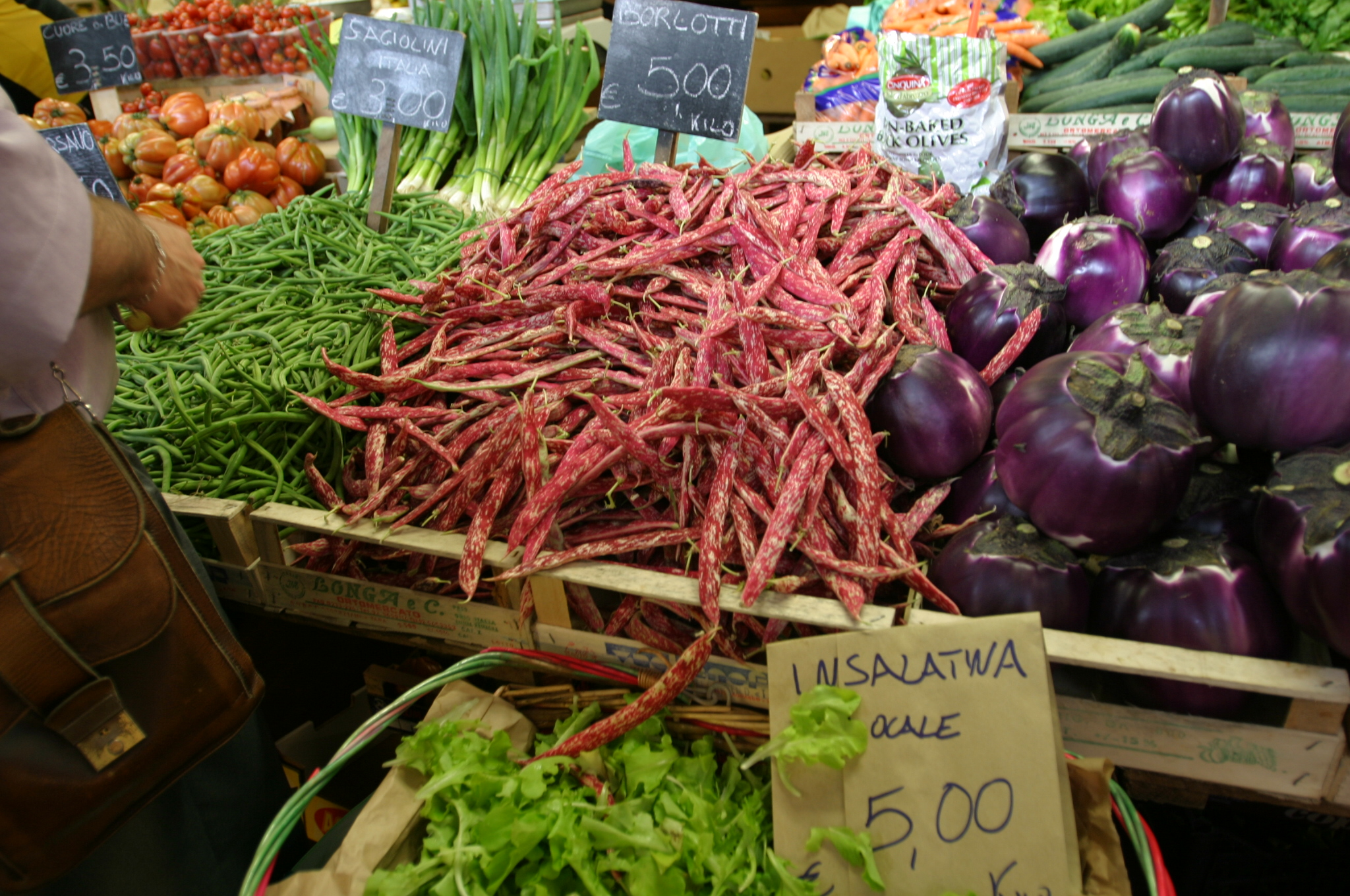
Bazar w Ventimiglii